# Федерико Димарко
Федерико Димарко (на италиански: Federico Dimarco) е италиански футболист, защитник, който играе за италианския Интер.

## Кариера

### Интер
Продукт на младежката академия на Интер Милано, Димарко дебютира за клуба на 11 декември 2014 г., на 17 години, когато влиза като резерва на Данило Д'Амброзио в 84 минута при нулево равенство срещу ФК Карабах в груповата фаза на Лига Европа. Той е повикан за мач от Серия А за първи път на 1 февруари 2015 г., оставайки неизползвана резерва в поражението с 1:3 като гост на Сасуоло. Димарко дебютира в Серия А на 31 май 2015 г., в последния мач от сезона при победа с 4:3 над Емполи, влизайки на мястото на Родриго Паласио в 89-ата минута на мача.

### Асколи
През януари 2016 г. Димарко е пратен под наем в клуба от Серия Б Асколи за 6 месеца. На 6 февруари Димарко дебютира за Асколи в при домакинско равенство 0:0 срещу Латина, той е заменен от Дарио Дел Фабро в 81-та минута.

### Емполи
През лятото на 2016 г. преминава под наем в Емполи за цял сезон. На 28 август 2016 г. дебютира за Емполи в Серия А при загуба с 0:2 като гост срещу Удинезе, заменен е от Марко Замбели в 69-та минута. Димарко завършва сезона с 13 изяви, но Емполи изпада в Серия Б.

### Сион
На 30 юни 2017 г. Димарко е продаден на ФК Сион за €3,91 милиона. На 23 юли 2017 г. той дебютира за Сион в швейцарската Суперлига при победата с 1:0 като гост над ФК Тун, той е заменен от Куентин Масейраис в 41-та минута.

### Завръщане в Интер
На 5 юли 2018 г. Интер упражнява клаузата си за обратно откупуване, за да върне Димарко за €7 милиона.
На 7 август 2018 г. Димарко е даден под наем на Парма с опция за закупуване. Той дебютира за Парма на 12 август в третия кръг от Купата на Италия, загуба с 0:1 от Пиза Калчо. На 16 септември вкарва първия си гол в Серия А при победата с 1:0 срещу Интер на Джузепе Меаца.
На 31 януари 2020 г. Димарко е даден под наем във Верона до края на сезона с опция за постоянен трансфер. На 9 септември 2020 г. наемът му е удължен за още един сезон.
На 23 декември 2021 г. Димарко удължава договора си с Интер до юни 2026 г.
На 10 юни 2023 г. Димарко играе във финала на Шампионската лига срещу Манчестър Сити, в който има шанс да изравни, три минути след като съперникът отбелязва единствения гол в 68-ата минута, чрез удар с глава, който среща гредата, след което опитва да се възползва и от отскока, но ударът му е блокиран от съотборника Ромелу Лукаку.
На 12 ноември 2023 г. в мач от Серия А у дома срещу Фрозиноне Калчо, Димарко вкарва от 56,08 м, близо до средната линия; мачът завършва с победа 2:0 за Интер.
На 30 декември 2023 г. Димарко удължава договора си с Интер Милано до 2027 г.

## Успехи
Интер
- Серия А: 2023/24[23]
- Копа Италия: 2021/22, 2022/23[24]
- Суперкопа Италиана: 2021, 2022[25], 2023[26]